# Crollo di viale Giotto 120 a Foggia
Il crollo dello stabile di viale Giotto 120 si verificò a Foggia nelle prime ore del mattino dell'11 novembre 1999. Lo stabile consisteva in un complesso di 26 appartamenti, costruito poco meno di 30 anni prima. Nell'edificio vivevano 71 persone; le vittime furono 67.

## Il crollo
Lo stabile di sei piani era situato nella periferia nord di Foggia; esso subì un cedimento strutturale e crollò con pochissime avvisaglie. Il collasso, registrato dai sismografi dell'istituto Specola Nigri, avvenne alle ore 3.12 e durò soltanto 19 secondi.
Secondo le prime testimonianze dei soccorritori, circa 80 persone potevano essere rimaste sepolte sotto le macerie dello stabile. Durante i primi soccorsi furono salvate nove persone, la maggior parte delle quali abitavano ai piani più alti. Una famiglia, che aveva sentito strani rumori e aveva tentato di avvertire l'amministratore del condominio e i vicini, scappò via poco prima del crollo e fu ritrovata in stato di shock, ma in buone condizioni.
A causa della sicura presenza di persone sotto le macerie, non poterono essere utilizzate escavatrici. 
I Vigili del Fuoco, volontari e i cittadini di Foggia lavorarono per tutta la notte e il giorno successivo per rimuovere le macerie, servendosi di cani da ricerca e geofoni.
Negli scantinati dello stabile scoppiò un incendio, dovuto alla presenza di materassi. Un denso fumo ricoprì l'area colpita, ostacolando le operazioni di ricerca e, probabilmente, uccidendo alcune persone che erano sopravvissute tra le macerie. Le autopsie effettuate sulle salme rivelarono che una buona parte delle vittime era morta per asfissia entro i primi due minuti dal crollo, per la combinazione tra fumo e polvere.
L'ultimo sopravvissuto, Guerino Alessandrino di 25 anni, fu estratto dalle macerie circa quindici ore dopo il crollo e fu considerato una sorta di "miracolato". Due giorni dopo fu celebrata una pubblica messa nei locali della Fiera di Foggia, dove le salme erano state portate.

## L'inchiesta
Per le cause del crollo dello stabile furono avanzate numerose ipotesi. Le prime ipotesi relative ad un'esplosione dovuta a una fuga di gas furono abbandonate rapidamente. Si pose poi l'attenzione su dei lavori di ampliamento del garage sotterraneo, supponendo che durante le opere edili fossero stati danneggiati o rimossi dei pilastri portanti, il tutto combinato con le abbondanti piogge dei giorni precedenti il disastro e con le condizioni geologiche del terreno che avrebbero reso insicura la struttura.
Alcuni parenti delle vittime dichiararono che fin dall'agosto precedente si erano sentiti scricchiolii e rumori nella struttura, e che erano stati frequentemente notati disallineamenti nelle porte e nelle finestre; ma le prime notizie di possibili pericoli strutturali risalivano a due anni prima della tragedia, e avevano portato ad un'ispezione tecnica che però non aveva dato risultati.

### Responsabilità penale
La causa definitiva fu individuata nella scorretta esecuzione dei lavori di costruzione dello stabile e nella cattiva qualità dei materiali utilizzati, cemento povero. Lo stabile era stato costruito negli anni del boom economico, vale a dire il periodo in cui l'Italia stava vivendo una rapida espansione delle città e dell'industria e durante il quale la ricostruzione dopo la Seconda guerra mondiale era ancora in corso. L'enorme domanda abitativa aveva fatto proliferare i costruttori inesperti, con i relativi abbassamenti dei costi dovuti alla qualità dei materiali e alle tecniche di armatura in modo da restare competitivi. Secondo i periti il palazzo aveva pilastri costituiti per il 60 per cento di sabbia. Il rilascio facilitato di concessioni edilizie a due contadini prestanome e in assenza dei necessari controlli di qualità hanno concorso in una associazione di concause illegali.
I costruttori dello stabile erano i fratelli Raffaele e Antonio Delli Carri, che vivevano in un attico all'ultimo piano dello stabile; entrambi perirono nel disastro. Il progettista dello stabile, l'ing. Mario Inglese, era morto alcuni anni prima del crollo.
L'inchiesta fu ufficialmente chiusa il 21 marzo 2007 e confermò che le cause del disastro risiedevano esclusivamente nella cattiva qualità dei materiali utilizzati per l'armatura strutturale, forniti da una ditta di calcestruzzi che fornì un calcestruzzo dei peggiori mai analizzati, con mischiata immondizia.

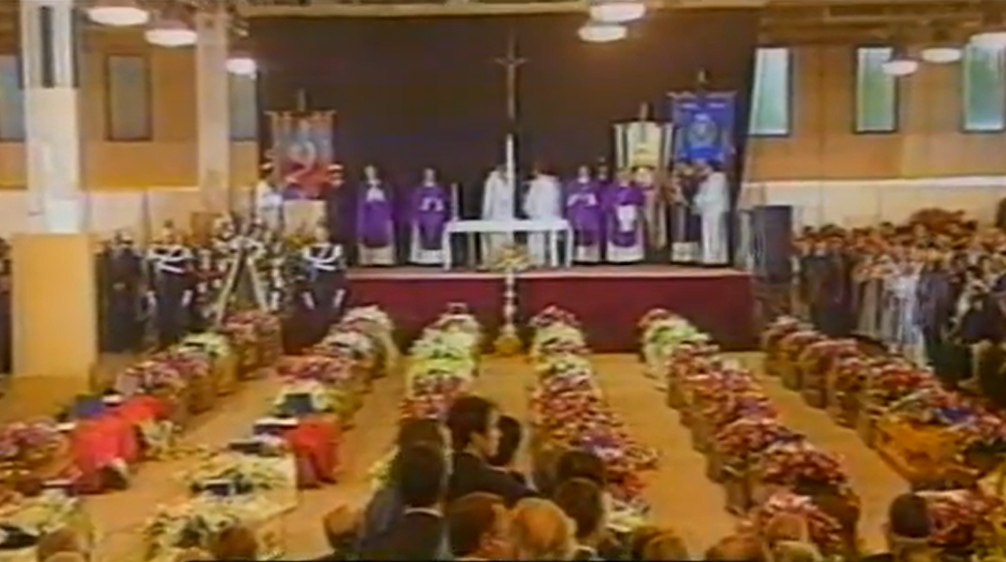
I funerali di stato tenutisi il 16 Novembre 1999 alla fiera di Foggia

## Conseguenze
I cittadini di Foggia rivelarono un forte senso civico nei giorni successivi alla tragedia. Il Presidente Carlo Azeglio Ciampi si recò in città, e, su loro richiesta, ebbe un incontro coi parenti delle vittime per poi tenere una conferenza stampa. L'edificio gemello costruito con gli stessi criteri  fu evacuato e demolito poco dopo.
Il disastro portò a modifiche legislative relative all'ispezione degli stabili di vecchia costruzione, e a ulteriori garanzie per quelli nuovi.
Il numero totale delle vittime ammontò a 67, suddivise in 61 corpi recuperati e 6 dispersi. Presso il cimitero cittadino di Foggia è stato eretto un monumento in ricordo della tragedia, mentre l'11 novembre 2009, decimo anniversario del disastro, una piazza cittadina è stata dedicata alle vittime di Viale Giotto 120. In seguito sul suolo dov'era situato l'edificio furono costruiti un giardino con 67 arbusti, pari al numero delle vittime, e un monumento a forma di cuore con incisi i nomi delle vittime.

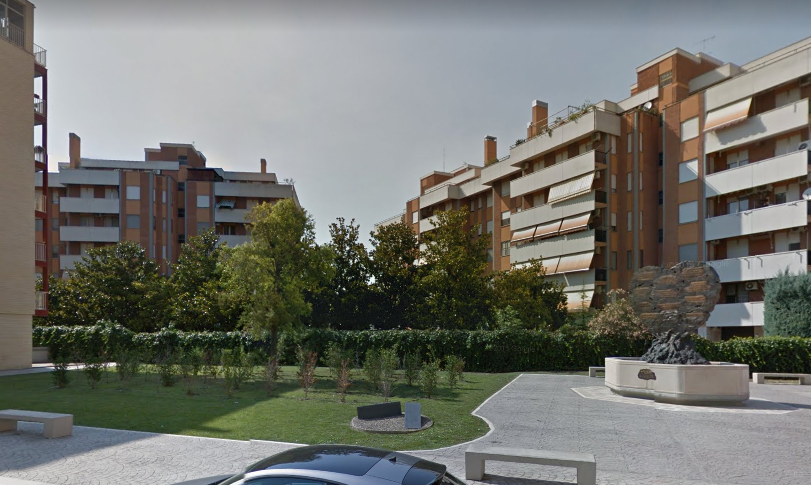
il monumento e il giardino costruiti in memoria delle vittime

### Documentari
- Civico 120, regia di Lorenzo Sepalone (2024)